# 야무나강

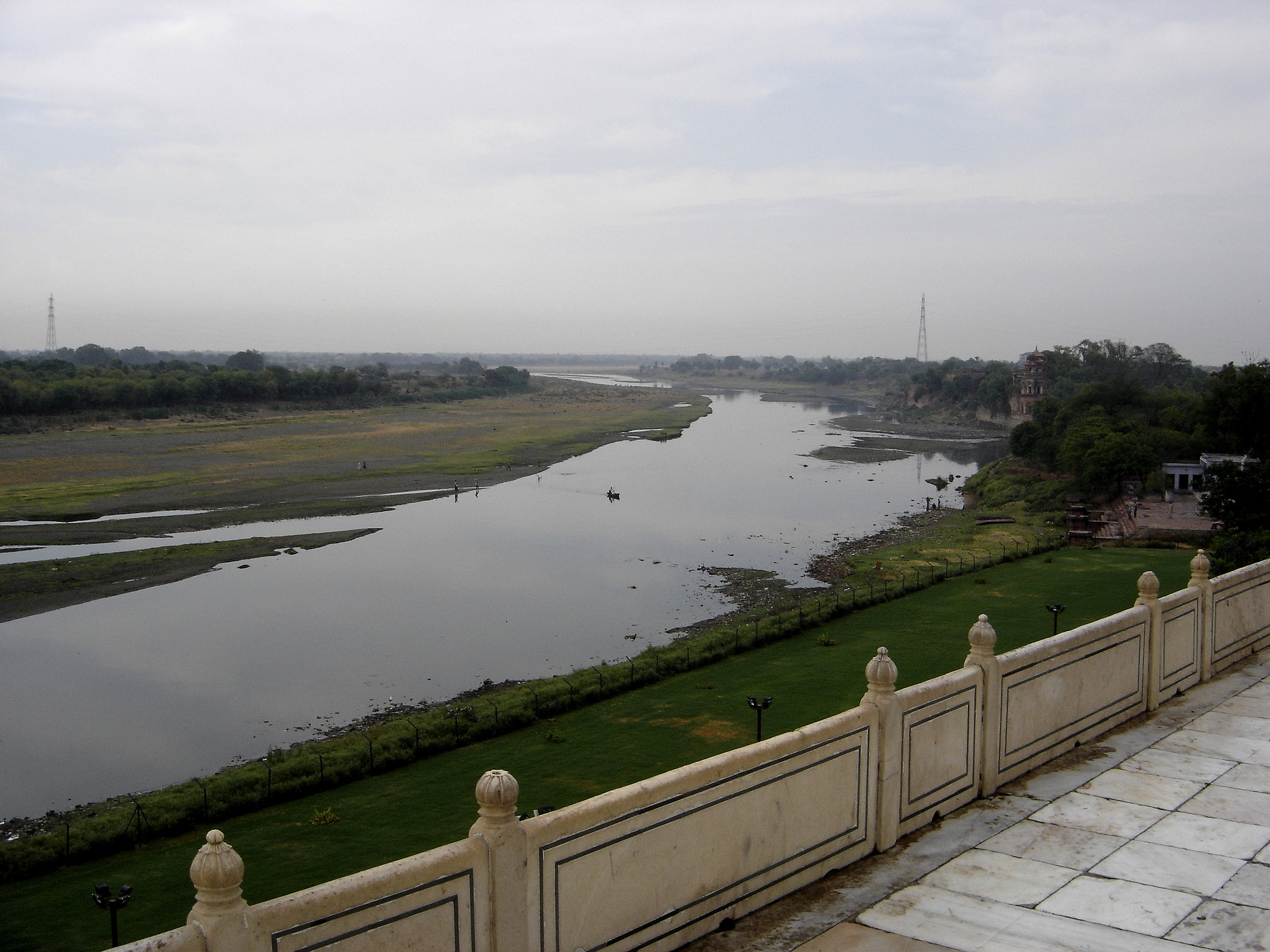
아그라 요새 근처에 있는 야무나강

야무나강(산스크리트어: यमुना, Yamuna/Jamuna/Jumna)은 인도 북부 갠지스강의 지류에 해당하는 강이다. 총 길이는 갠지스강 주요부에 이르기까지 총 길이는 1370 km이며 갠지스강 최대 지류로 손꼽힌다.
지류의 출발점은 히말라야산맥 근교의 야무노트리라는 곳에서 시작된다. 알라하바드에서 갠지스강과 만나기 전에 델리 부근으로 이른다. 마두라, 아그라, 하미르푸르, 알라하바드 등지에 홍수 대비 둑이 세워져 있기도 한다. 야무나강의 유량을 보충해주는 주요 강으로는 톤스강이 있다. 이외에 참발강, 베트와, 켄강 등이 있다.
펀자브 지방으로 주요 강물이 흘러가기 때문에 근처 서쪽 지방에는 수트레-야무나(SYL) 수상운송 운하가 있다. 인근 지역이 상당히 고지대이기 때문에 예로부터 강 지역을 거쳐서 항해할 수 있는 기술력이 필요했다. 강의 항로를 알아야 갠지스강을 통해서 다른 지역으로 운송 정비를 할 수 있었기 때문이다. 현 국경과 달랐던 옛날에는 지금의 파키스탄까지 향할 수 있었다. SYL 운하는 아직까지 완전 개통이 되지 않았는데 완공이 되면 아라비아해와 서쪽 해안까지 수송이 가능해지고 인도의 인구 대다수가 밀집해있는 북쪽 지역까지 내륙 운하로 운송 불편을 덜 수 있을 것으로 기대하고 있다.